# Sankt Willibald (Jesenwang)
Sankt Willibald ist ein Gemeindeteil von Jesenwang im oberbayerischen Landkreis Fürstenfeldbruck.

## Lage
Die Einöde liegt 500 Meter östlich von Jesenwang und ist über die Staatsstraße St 2054 zu erreichen. 

## Baudenkmäler
Siehe auch: Liste der Baudenkmäler in Sankt Willibald
- Katholische Wallfahrtskirche St. Willibald

## Bodendenkmäler
Siehe: Liste der Bodendenkmäler in Jesenwang